# Slauson (métro de Los Angeles)
Slauson est une station du métro de Los Angeles desservie par les rames de la ligne A et située dans Florence-Graham, au sud de Los Angeles, en Californie.

## Localisation
Station aérienne du métro de Los Angeles, Slauson est située sur la ligne A près de l'intersection de Slauson Avenue et de Randolph Street dans Florence-Graham, un census-designated place au sud de Los Angeles .

## Histoire
Slauson a été mise en service le 14 juillet 1990.

## Service

### Accueil

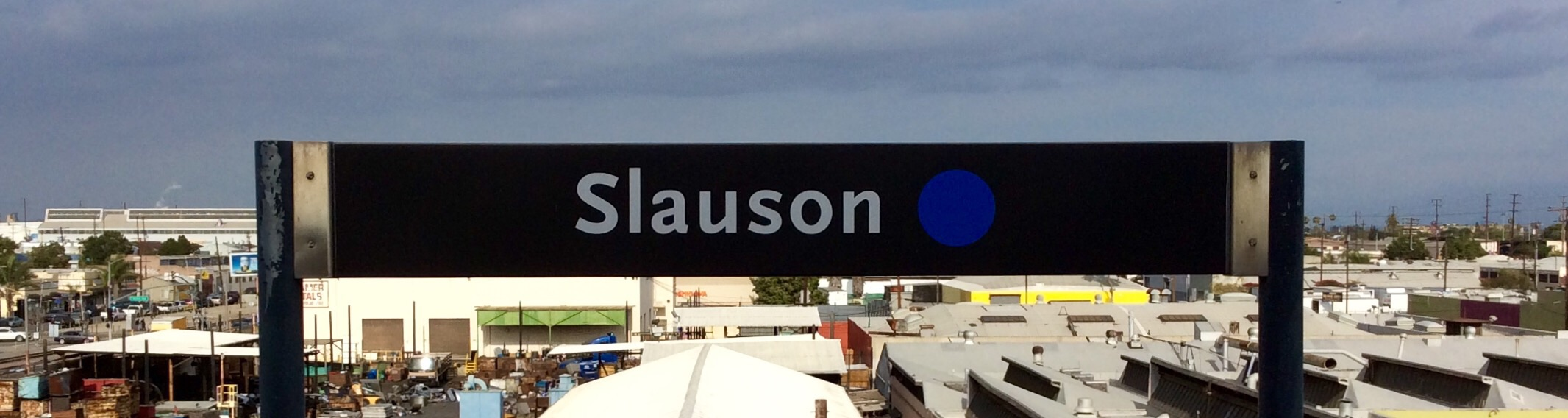
Signalétique.
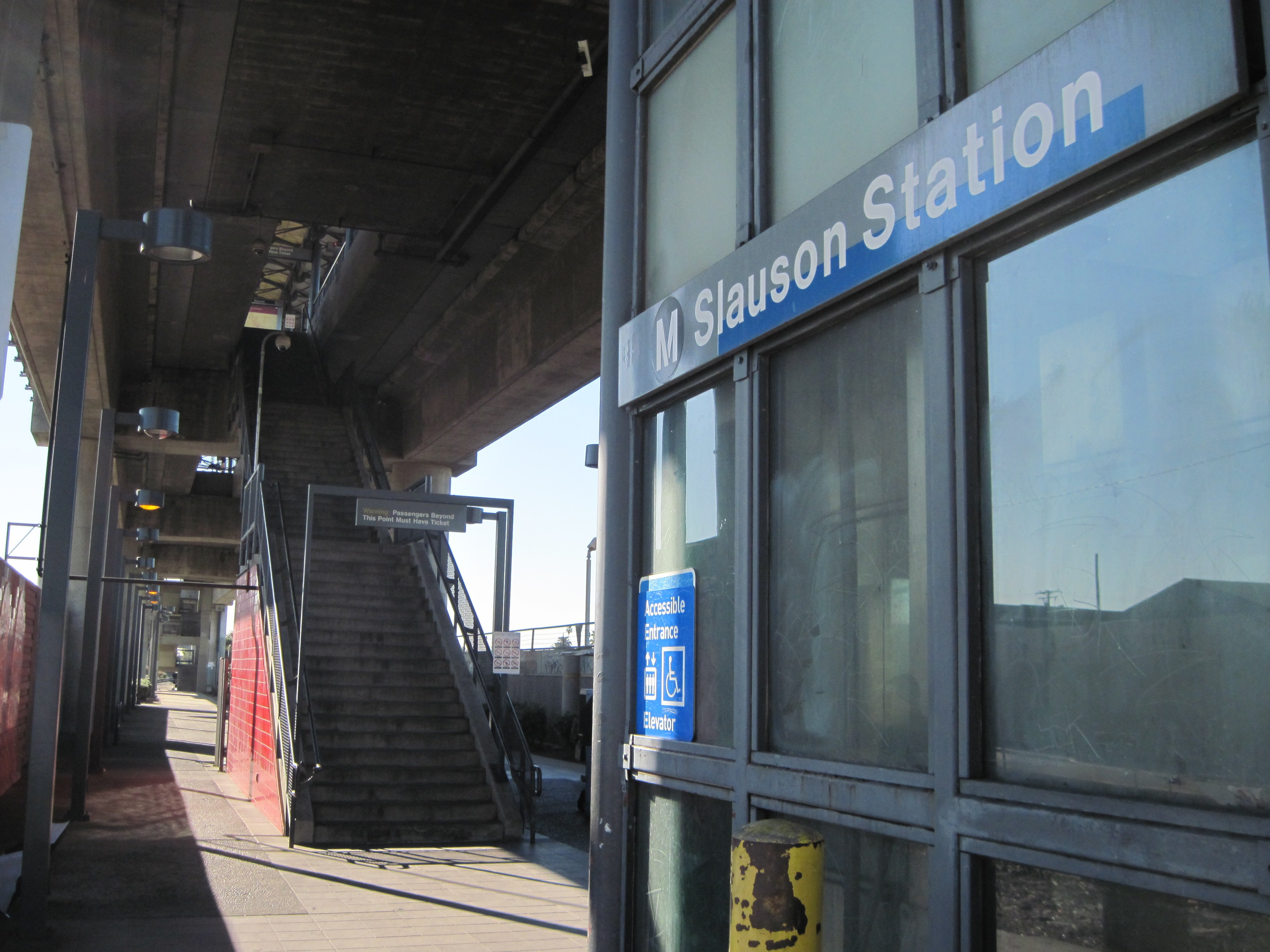
Vue de la station aérienne.

### Desserte
Slauson est desservie par les rames de la ligne A du métro.

### Intermodalité
La station est desservie par les lignes d'autobus 108 et 358 de Metro.